# Longinus Podbipięta
Longinus Podbipięta Henryk Sienkiewicz lengyel író Tűzzel, vassal című történelmi regényének kitalált szereplője. Hosszú bajuszú, nagy testű, erős lovag, aki azonban jámbor és igen vallásos ember.

## Élete a regényben
Longinus Podbipięta valószínűleg mai Litvánia területén született gazdag nemesi család sarjaként. Sajnos azonban a Podbipięta családnak ő az utolsó, még élő leszármazottja.
Alakja akkor jelenik meg először a történetben, mikor Jan Skrzetuski a nagy litván lovag kardforgató tudományát látva felajánlja neki, hogy szolgáljon Jeremi Wiśniowiecki hercegnek. A nagy testű litván lovag kapva az alkalmon (épp olyan embert keresett, aki beajánlhatná a hercegnek) elfogadja az ajánlatot. Elmeséli Skrzetuskinak a kardja, a zerwikaptur történetét. A zerwikaptur egy nagy lovagi pallos, amit még egy őse zsákmányolt a Grünwaldi csatában és a pallossal egyszerre három német lovagnak is levágta a fejét. Podbipięta e kardot egy kézzel úgy tudta forgatni, mintha csak egykezes könnyű kard lenne. A litván lovag még fiatalon szüzességi fogadalmat tett, hogy addig szűz marad, amíg meg nem ismétli meg őse hőstettét és le nem vágja egyszerre három pogánynak is a fejét.
Miután bekerül a lubnei udvarba, ő és Anusia, egy népszerű udvarhölgy között románc alakul ki.
Részt vesz Krzywonos fia elleni csatában, majd a maga Krzywonos elleni összecsapásban Konstantynównál. A véres csatában legyőzte a nagy termetű kozák vitézt, Puljant. Később, amikor Jan Skrzetuski összeveszik Laszcz nemes úrral, Wiśniowiecki herceg úgy tesz igazságot, hogy Skrzetuskit ezredeskapitánnyá, és helyére vicekapitánnyá a litván lovagot teszi meg.

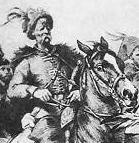
Longinus Podbipięta illusztrációja

1649-ben veszi kezdetét Zbarazs ostroma és Podbipięta is részt vesz a vár védelmében 15 000 katonával, köztük Jan Zagloba, Jan Skrzetuski és Michał Wołodyjowskival együtt. Vitézül harcol, és az ostrom idején sikerül beteljesítenie fogadalmát, három pogány fej levágását. Mivel a védők már egyre nehezebben tudják tartani magukat, Longinus jelentkezik a hercegnél azzal a szándékkal, hogy megpróbálna átjutni az ostromgyűrűn II. János Kázmér lengyel királyhoz segítséget kérni a kozák–tatár haderő ellen. A litvánnak sikerül átjutnia a kozák szekértáboron, de közel a sikerhez egy tatár csapatba ütközik. Megölni viszont nem tudják, mert a lovag zerwikapturával sorra vágja le a támadóit. Végül a tatárok íjakkal támadnak a nagytestű lovagra és sikerül megölniük. Longinus az utolsó percét, közel a halálhoz, imádkozással töltötte.
Másnap holttestét a kozákok közszemlére teszik ki elrettentés céljából. A várban mindenki tisztelte és szerette a nagy testű, nagy erejű, de igen jámbor lovagot. Emiatt a parancs ellenére várvédők kitörnek, és a kozákokra támadnak, akiktől sikerül megszerezniük a tetemét. Ezután holttestét hősöknek kijáró tisztelettel temetik el, Zbarazsban.

## Alakja a regényen kívül
- A történelmi regényből a lengyel rendező, Jerzy Hoffman filmet készített 1999-ben. A filmben Podbipiętát Wiktor Zborowski alakította.
- Jacek Kaczmarski írt róla egy dalt.